# Austrian Football League 2010
La Austrian Football League 2010 è stata la 26ª edizione del campionato austriaco di football americano di primo livello, organizzato dalla AFBÖ.

## Squadre partecipanti
| Club                  | Città                    | Stadio | Sponsor ufficiale      | Capo allenatore | Risultato nella stagione 2009 |
| --------------------- | ------------------------ | ------ | ---------------------- | --------------- | ----------------------------- |
| Black Lions           | Klagenfurt am Wörthersee |        |                        |                 |                               |
| Danube Dragons        | Korneuburg               |        |                        |                 |                               |
| Graz Giants           | Graz                     |        |                        |                 |                               |
| Prague Panthers       | Praga                    |        |                        |                 |                               |
| Salzburg Bulls        | Salisburgo               |        |                        |                 |                               |
| Sankt Pölten Invaders | Sankt Pölten             |        | Assicurazioni Generali |                 |                               |
| Tirol Raiders         | Innsbruck                |        |                        |                 |                               |
| Vienna Vikings        | Vienna                   |        |                        |                 |                               |

## Stagione regolare

### Calendario

#### 1ª giornata
| Praga 27 marzo 2010, ore 14:00 | Prague Panthers | 28 – 42 (0-7 13-14 8-7 7-14) | Graz Giants | Eden Aréna (400 spett.) |

| Korneuburg 27 marzo 2010, ore 17:00 | Danube Dragons | 49 – 13 (14-0 28-6 0-0 7-7) | Salzburg Bulls | Rattenfängerstadion (1000 spett.) |

| Vienna 28 marzo 2010, ore 15:00 | Vienna Vikings | 56 – 16 (14-0 28-0 7-0 7-16) | Sankt Pölten Invaders | Hohe Warte Stadion (3000 spett.) |

| Villaco 29 marzo 2010, ore 15:00 | Black Lions | 7 – 41 (7-0 0-21 0-14 0-6) | Tirol Raiders | Stadion Villach-Lind (1200 spett.) |

#### 2ª giornata
| Itzling 10 aprile 2010, ore 15:00 | Salzburg Bulls | 0 – 50 (0-14 0-14 0-7 0-15) | Vienna Vikings | ASV-Platz (680 spett.) |

| Innsbruck 10 aprile 2010, ore 15:00 | Tirol Raiders | 34 – 17 (6-7 14-3 6-0 8-7) | Prague Panthers | Tivoli-Neu Stadion (3200 spett.) |

| Sankt Pölten 10 aprile 2010, ore 16:00 | Sankt Pölten Invaders | 55 – 63 (7-14 18-21 16-14 14-14) | Danube Dragons | Ottakringer Field (700 spett.) |

| Graz 11 aprile 2010, ore 14:00 | Graz Giants | 23 – 28 (7-7 7-7 3-6 6-8) | Black Lions | Stadion Eggenberg (2735 spett.) |

#### 3ª giornata
| Innsbruck 24 aprile 2010, ore 15:00 | Tirol Raiders | 50 – 22 (9-7 21-6 14-7 6-2) | Vienna Vikings | Tivoli-Neu Stadion (4200 spett.) |

| Itzling 24 aprile 2010, ore 15:00 | Salzburg Bulls | 22 – 66 (7-21 15-21 0-17 0-7) | Prague Panthers | ASV-Platz (220 spett.) |

| Graz 25 aprile 2010, ore 14:00 | Graz Giants | 28 – 13 (14-0 0-0 0-0 14-13) | Danube Dragons | Stadion Eggenberg (1600 spett.) |

#### 4ª giornata
| Villaco 8 maggio 2010, ore 15:00 | Black Lions | 33 – 32 (0-12 13-6 14-8 6-6) | Salzburg Bulls | Stadion Villach-Lind (800 spett.) |

| Praga 8 maggio 2010, ore 15:00 | Prague Panthers | 84 – 26 (14-0 35-12 14-0 21-14) | Sankt Pölten Invaders | Eden Aréna (400 spett.) |

| Korneuburg 8 maggio 2010, ore 17:00 | Danube Dragons | 33 – 28 (7-7 14-3 6-18 6-0) | Tirol Raiders | Rattenfängerstadion (1100 spett.) |

| Vienna 9 maggio 2010, ore 15:00 | Vienna Vikings | 27 – 24 (7-7 13-10 0-7 7-0) | Graz Giants | Hohe Warte Stadion (3500 spett.) |

#### 5ª giornata
| Itzling 22 maggio 2010, ore 15:00 | Salzburg Bulls | 13 – 54 (0-14 7-13 0-13 6-14) | Tirol Raiders | ASV-Platz (600 spett.) |

| Graz 22 maggio 2010, ore 16:00 | Graz Giants | 68 – 26 (14-6 14-14 34-6 6-0) | Sankt Pölten Invaders | Stadion Eggenberg (900 spett.) |

| Vienna 23 maggio 2010, ore 14:00 | Vienna Vikings | 21 – 0 (7-0 7-0 7-0 0-0) | Prague Panthers | Hohe Warte Stadion (3500 spett.) |

| Villaco 24 maggio 2010, ore 17:00 | Black Lions | 7 – 42 (0-7 7-14 0-7 0-14) | Danube Dragons | Stadion Villach-Lind (960 spett.) |

#### Recuperi 1
| Sankt Pölten 5 giugno 2010, ore 16:00 | Sankt Pölten Invaders | 33 – 21 (7-7 13-7 7-0 6-7) | Black Lions | Ottakringer Field (350 spett.) |

#### 6ª giornata
| Sankt Pölten 12 giugno 2010, ore 16:00 | Sankt Pölten Invaders | 39 – 34 (7-6 13-14 7-0 12-14) | Salzburg Bulls | Ottakringer Field (200 spett.) |

| Praga 12 giugno 2010, ore 17:00 | Prague Panthers | 58 – 38 (14-14 22-24 8-0 14-0) | Black Lions | Eden Aréna (200 spett.) |

| Innsbruck 12 giugno 2010, ore 17:00 | Tirol Raiders | 28 – 42 (14-28 7-7 0-7 7-0) | Graz Giants | Tivoli-Neu Stadion (2800 spett.) |

| Korneuburg 12 giugno 2010, ore 18:00 | Danube Dragons | 28 – 3 (7-0 14-3 7-0 0-0) | Vienna Vikings | Rattenfängerstadion (1100 spett.) |

### Classifica
La classifica della regular season è la seguente:
- PCT = percentuale di vittorie, G = partite giocate, V = partite vinte,  P = partite perse, PF = punti fatti, PS = punti subiti

| Pos. | Squadra               | PCT  | G | V | N | P | PF  | PS  |
| ---- | --------------------- | ---- | - | - | - | - | --- | --- |
| 1    | Danube Dragons        | .833 | 6 | 5 | 0 | 1 | 228 | 134 |
| 2    | Tirol Raiders         | .667 | 6 | 4 | 0 | 2 | 235 | 134 |
| 3    | Graz Giants           | .667 | 6 | 4 | 0 | 2 | 227 | 150 |
| 4    | Vienna Vikings        | .667 | 6 | 4 | 0 | 2 | 179 | 118 |
| 5    | Prague Panthers       | .500 | 6 | 3 | 0 | 3 | 253 | 183 |
| 6    | Sankt Pölten Invaders | .333 | 6 | 2 | 0 | 4 | 195 | 326 |
| 7    | Black Lions           | .333 | 6 | 2 | 0 | 4 | 134 | 229 |
| 8    | Salzburg Bulls        | .000 | 6 | 0 | 0 | 6 | 114 | 291 |

## Playoff

### Tabellone
|  | Semifinali | Semifinali     | Semifinali |               |    | Austrian Bowl XXVI | Austrian Bowl XXVI | Austrian Bowl XXVI |  |
|  |            |                |            |               |    |                    |                    |                    |  |
|  | 1          | Danube Dragons | 31         |               |    |                    |                    |                    |  |
|  | 1          | Danube Dragons | 31         |               |    |                    |                    |                    |  |
|  | 4          | Vienna Vikings | 24         |               |    |                    |                    |                    |  |
|  | 4          | Vienna Vikings | 24         |               | 1  | Danube Dragons     | 28                 |                    |  |
|  |            |                |            |               | 1  | Danube Dragons     | 28                 |                    |  |
|  |            |                | 2          | Tirol Raiders | 21 |                    |                    |                    |  |
|  | 2          | Tirol Raiders  | 2          | Tirol Raiders | 21 | 58                 |                    |                    |  |
|  | 2          | Tirol Raiders  |            |               |    |                    |                    |                    |  |
|  | 3          | Graz Giants    | 51         |               |    |                    |                    |                    |  |

### Semifinali
| Innsbruck 26 giugno 2010, ore 17:00 | Tirol Raiders | 58 – 51 (d.t.s.) (16-7 6-17 15-7 7-13 14-7) | Graz Giants | Tivoli-Neu Stadion (3000 spett.) |

| Korneuburg 26 giugno 2010, ore 18:00 | Danube Dragons | 31 – 24 (3-7 7-7 14-0 7-10) | Vienna Vikings | Rattenfängerstadion (1300 spett.) |

### Austrian Bowl XXVI
| Innsbruck 9 luglio 2010, ore 19:00 | Danube Dragons | 28 – 21 (7-0 7-7 6-7 8-7) | Tirol Raiders | Tivoli-Neu Stadion (3500 spett.) |
| Horton Q1 ( TD ) 19yd pass from Eric Marty Wunderer Q1 ( pat ) Haider Q2 ( TD ) 5yd pass from Eric Marty Daum Q2 ( pat ) Janik Q3 ( TD ) 5yd pass from Eric Marty Marty Q4 ( TD ) 1yd run Kliman Q4 ( tpc ) Marcatori Heider Q2 ( TD ) 50yd pass from Jackson Erlsbacher Q2 ( pat ) Grein Q3 ( TD ) 1yd run Erlsbacher Q3 ( pat ) Kirschniok Q4 ( TD ) 1yd run Erlsbacher Q4 ( pat ) |                | |               |                                  |
| |                | |               |                                  |
| Horton Q1 (TD) 19yd pass from Eric Marty Wunderer Q1 (pat) Haider Q2 (TD) 5yd pass from Eric Marty Daum Q2 (pat) Janik Q3 (TD) 5yd pass from Eric Marty Marty Q4 (TD) 1yd run Kliman Q4 (tpc) | Marcatori      | Heider Q2 (TD) 50yd pass from Jackson Erlsbacher Q2 (pat) Grein Q3 (TD) 1yd run Erlsbacher Q3 (pat) Kirschniok Q4 (TD) 1yd run Erlsbacher Q4 (pat) |               |                                  |

## Verdetti
- Danube Dragons Campioni dell'Austria 2010

Sono stati assegnati anche i seguenti sei riconoscimenti:
- Miglior giocatore del 2010:  Chris Gunn ( Graz Giants, quarterback)
- Miglior giocatore offensivo del 2010:  Germaine Race ( Sankt Pölten Invaders, runningback)
- Miglior giocatore difensivo del 2010:  Mike Brannon ( Vienna Vikings, linebacker)
- Miglior giocatore giovane del 2010:  Jakob Baran ( Danube Dragons, linebacker)
- Miglior allenatore del 2010:  Ivan Zivko ( Danube Dragons, capo allenatore)
- Miglior giocatore dell'Austrian Bowl XXVI:  Eric Marty ( Danube Dragons, quarterback)